# 中島親孝
中島 親孝（なかじま ちかたか、1905年（明治38年）5月28日 - 1992年（平成4年）5月31日]）は、日本の海軍軍人、厚生官僚。海兵54期。最終階級は海軍中佐。

## 経歴
佐賀県出身（出生地は北海道）。紙問屋・中島亀吉の三男として生まれる。麻布中学を経て、1923年（大正12年）4月、海軍兵学校54期に入校。1926年(大正15年)3月27日、卒業、席次4番の恩賜組であった。同期に中山定義がいる。
海軍通信学校高等科を首席修了。｢浅間」乗組みとして2度遠洋航海に参加し、少尉候補生の指導にあたっている。第5水雷戦隊および第3戦隊の各通信参謀を務め、｢足柄」に乗艦してイギリスに赴き、ジョージ6世戴冠記念観艦式に参加した。帰国後海軍大学校甲種学生（37期）を卒業。軍令部第4部9課課員。
1941年（昭和16年）9月、第二艦隊参謀に補職された。12月8日、太平洋戦争開始。ミッドウェー海戦前、中島は第一航空艦隊首席参謀・大石保に対して、インド洋作戦で第一航空艦隊が至近弾を受けたので、空母の集中運用が危険であることを指摘したという（しかし、第一航空艦隊はその問題を承知で集中運用を採用しており、戦史叢書は分散運用にも別の問題があり、かえって不適当と指摘している）。1942年（昭和17年）7月14日、再編された第三艦隊の通信参謀に着任。横須賀鎮守府附。

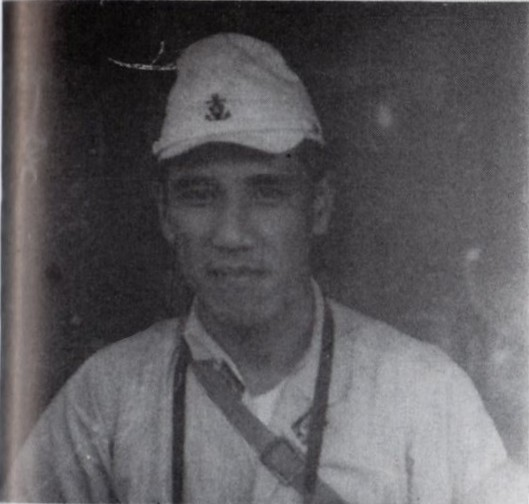
第三艦隊参謀時代

1943年（昭和18年）11月15日、連合艦隊情報参謀。
1944年（昭和19年）3月、パラオ大空襲。パラオの連合艦隊司令部は米軍上陸の可能性があるとして脱出を決定。中島はこの時パラオに敵上陸の可能性なしと主張したという。この空襲で米軍に上陸企図はなかったが、脱出した連合艦隊長官と幕僚は遭難した（海軍乙事件）。
同年春、米軍との決戦に備えた｢あ号作戦｣において、中島は漠然と敵の攻略目標はマリアナではないかと考え、5月末のビアク来攻でそれは確信に変わった。中島によれば「マーシャル来攻時の通信状況によってニミッツの攻略に対する実力を知り、古賀長官時代の連合艦隊司令部は米軍が二本槍で侵攻して来ると考えていた。しかし、四月以後の新連合艦隊司令部は中央の判断に基づいており、自分とは状況判断が異なっていた。通信上はニミッツの線が非常に高まり、北方に偽電がある頃ビアクに来攻、通信上はニミッツと全然関連がないので、攻勢はパラオではなくカロリンの線より北側との判断がはっきりした」という。しかし、連合艦隊司令部は南寄りという判断が強かった。5月末のビアク来攻で、連合艦隊はあ号作戦戦力をビアクに投入し、渾作戦を提案した。ビアクは絶対国防圏ではなく、作戦命令方針にも反するものであったが、中央も事後承認して渾作戦が実行された。しかし、同作戦中に連合艦隊は6月11日のマリアナ空襲を受け、敵にマリアナ攻略の企図があると判断し、13日あ号作戦を実行した。「ビアク来攻時、マッカーサーの部隊とニミッツの部隊と通信上全然関連がないので、近くニミッツによる攻略作戦がカロリン諸島より北方に行われるであろうと判断していた。その後一時北方の通信状況が活発となり小笠原諸島など北寄りに来攻するのではないかとの判断もあったが、六月十日ごろにはこの兆候もなくなりマリアナとの判断になった。そして十一日米機動部隊の来襲により、いよいよマリアナ攻略に来たぞと判断した。当初は司令部の作戦担当者は必ずしも私の判断を全幅信用していなかったため渾作戦の処置から見れば矛盾はあるが、十一日には私の判断を司令部は信頼して長井作戦参謀が決戦用意の発令について軍令部と何回も電話連絡していたのを記憶している」という。
1945年（昭和20年）4月25日、兼海軍総隊参謀。8月15日、終戦。11月、予備役に編入。公職追放を経て、のち、厚生省援護局審査第2課長を務めた。

## 著書
- 『聯合艦隊作戦室から見た太平洋戦争』光人社NF文庫、1997年。

## 親族
- 兄 中島孝一（海軍大佐）・中島忠行（海軍大佐）